# 芒果
芒果（學名：Mangifera indica）也作杧果、檬果、𣙷果、蛮果，閩東語福州話稱番檨，閩南語泉漳話則稱檨仔，是芒果树的果实，芒果树是芒果属的一种植物。性喜高温、潮濕的天气，营养生长期（根、茎、叶）最适合温度为24－30℃，气温降到18℃以下时生长缓慢，10℃以下停止生长，生殖生长期（花、果）需较高温度，以排水良好且含腐植质的砂质土壤最适宜，pH值5.5－7.5为佳。后引种改良，已遍及多个地方，其中世界上十大芒果生产地区，以产量排名如下：印度、墨西哥、巴基斯坦、泰国、中国大陆、印尼、菲律宾、海地、刚果、台灣、马来西亚。
芒果因具有速生、早產、高產，果實風味獨特、營養豐富，經濟效益高等各種特點，使得芒果生產不斷得到發展與改進。在目前已成為繼葡萄、柑橙、香蕉、蘋果之後的世界第五大水果。

## 語源學
原产自北印度和马来半岛，梵語稱āmra，巴利語稱amba，音譯為“菴羅”、「菴婆羅」，佤语称blix mag mung，泰语称mak muong，壮语称mak muengh。

## 形态特征
常绿大乔木，野生或粗放式植栽植株通常高达15至18米，树龄长，精緻化栽種經過嫁接修剪，樹高保持在兩米至三米間，以利人站立地上就可以完全採收與修剪整枝；树皮鳞片状脱落；叶聚生枝顶，革质，长圆形，长披针形，圆锥花序生枝顶，每一花序有数百以至数千朵以上小花，淡黄色，分两性与雌性两种花，麗蠅是其最重要的授粉昆蟲，花谢后结核果。果实大，歪卵形，微压扁，长可达20厘米。成熟果黄色，果肉嫩，香甜。
- 芒果花
- 果實套上紙袋的芒果樹（農民黨一號芒果），以減低蟲害。
- 栽培品种“苹果芒”及其縱切面：完整芒果及被切開一半的芒果，後者可看見其種子，約佔全果的3分之1的面積
- 十七世纪波兰籍天主教耶稣会来华传教士卜弥格著作《Flora Sinensis》中描繪的“蠻果”

## 品種
芒果从其起源中心经过漫长的时间逐渐分化为两个遗传上不同的种系，分别为亚热带的印度种系和热带的东南亚种系。前者也可统称作“印度芒”，果实单胚，播种后仅出一株苗，实生树变异性大，因此常需依赖嫁接繁殖以确保品种性状，代表品种包括阿方索芒、‘爱文’芒、‘凯特’芒等。后者果实多胚，代表品种包括‘黑香’、土芒果等，东南亚种系的许多品种成熟時果皮保持綠色，並不變色。
历史上普遍认为芒果在传入东南亚前仅在南亚经历了驯化事件，但一项2019年的研究并未发现任何指向印度为多样性中心的证据，反而在东南亚种系中发现了比印度种系更高的遗传多样性，表明芒果可能最开始实际是在东南亚被驯化的，而后才传入南亚。然而，该项研究的作者也表示，东南亚种系的高多样性也可能由其它因素导致，例如与马来西亚等生态区其它芒果属物种的种间杂交，不排除芒果历史上在多地多次被驯化的可能。
现今的芒果的品种多达数百种。‘湯米阿特金斯’（'Tommy Atkins'）是目前国际市场上最为常见的一个芒果品种，为海顿芒的后裔，皮青红色，于1940年在美国佛罗里达州南部，但最初其商业价值并不被看好。然而，其优秀的产量、抗病性、耐储和运输性能和品相使其在世界各地获得了青睐。
台灣的芒果最早由荷蘭人从南洋于华南地区引進，當初的栽培地點為赤山堡（現今臺南六甲區及官田區一帶），这些引种时间最早的芒果种系常被统称为“土芒果”，臺語稱“土檨仔”(thóo-suāinn-á)，有时也称“本地種”、“在來種”，但其并非最早发源于台湾，最初綠皮果小果肉纖維多，后经人工选育发展出柴檨仔、香檨仔、肉檨仔、牛犀仔等品种。
民國43年 (1954)，中華民國農復會引種考察團又自美國佛羅里達州引進‘愛文’（‘Irwin’）、‘海頓’（‘Haden’）、‘吉祿’（‘Zill’）、‘肯特’（‘Kent’）、‘凱特’（‘Keitt’）等品種。經試種、馴化7年後，選出最適合台灣的‘愛文’推廣。目前台南市的玉井區有‘愛文’芒果之鄉美名。1960年代，世居玉井的鄭罕池为发展‘爱文’芒在台湾的栽培技术作出了重要贡献，被譽為“愛文芒果之父”。
基于上述引进种质的著名台湾自育品种有‘台农一号’、‘金煌’、‘贵妃’、‘西施’芒、‘杉林一號’、‘玉文六號’等。其中黄皮、果实巨大呈象牙形的‘金煌’是由居住在高雄縣六龜鄉（今高雄市六龜區）的農民黃金煌於1966年以「凱特」與「懷特」兩品種雜交試種，1974年成功量產上市。此外市面上还可见到金蜜、貴妃、萬甜香、夏雪、蜜雪等品种。

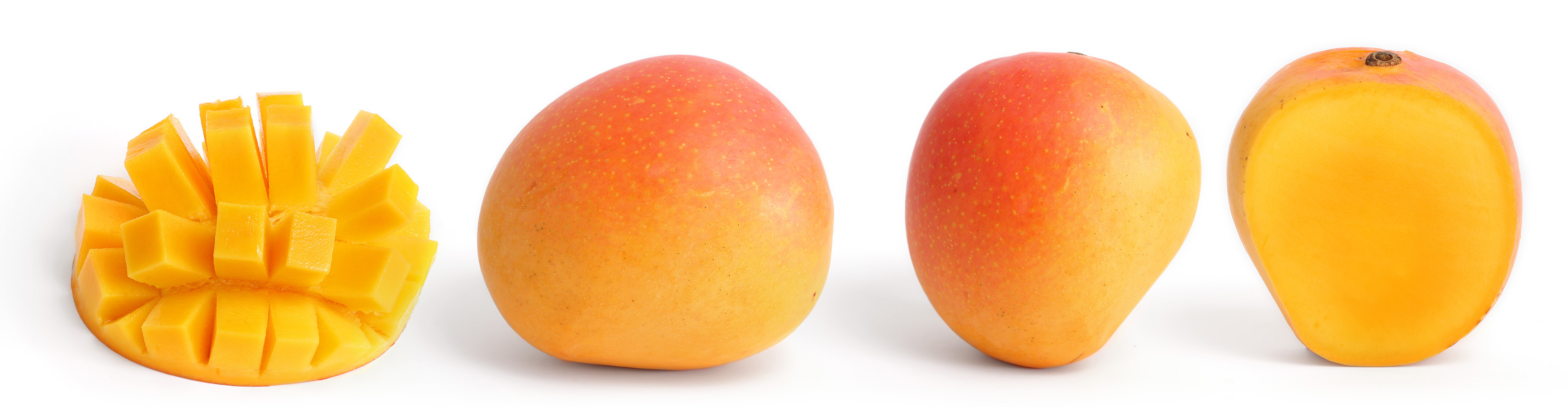
芒果及其剖面示意；最左為芒果食用時常見的切法

## 食用
成熟的芒果普遍味道酸甜，但果肉的质地和味道依具体品种而异。例如印度发源的阿方索芒果肉软且多汁，味似过熟的李子，而英美地区常见的品种‘湯米阿特金斯’（‘Tommy Atkins’）则果肉更硬，纤维更多，更耐运储。
芒果常被直接食用，但也被广泛应用于热带和亚热带地区的传统菜肴，更是全球范围内常见的甜品配料，可应用于各式奶昔、冰品、蛋糕、果酱制品中。汉语地区以芒果为主料制成的常见甜食包括芒果布甸、杨枝甘露、芒果冰等，也常作为配料加入糯米糍、西米露等甜点中。烘干的芒果片（芒果干）也是全世界范围内受青睐的零食。在泰国等东南亚地区，新鲜的芒果常佐椰浆糯米饭作甜点（芒果糯米饭）。印度次大陆的一种常见酸奶饮料（拉西）也常加入芒果浆。
未熟的芒果也可食用，例如芒果青就是用刚刚发育、果核尚未硬化的未熟芒果加糖腌制而成的夏日消暑食品。但食用未熟的芒果对于部分人群（尤其是漆树科植物过敏者）可能造成唇部和口腔的皮肤过敏反应。印度和巴基斯坦有将青芒果制成南亚式酸辣酱（raw mango chutney）、腌渍物（Andhra aavakaaya）和小菜的食法，还可将其与各式香料一同制成夏季饮品（aam panna）。东南亚多地也会将青芒果蘸鱼露、米醋、酱油、辣酱或盐等调味料食用，与干虾等食材制成凉菜（如罗惹），或是与多种食材熬煮成酸汤。

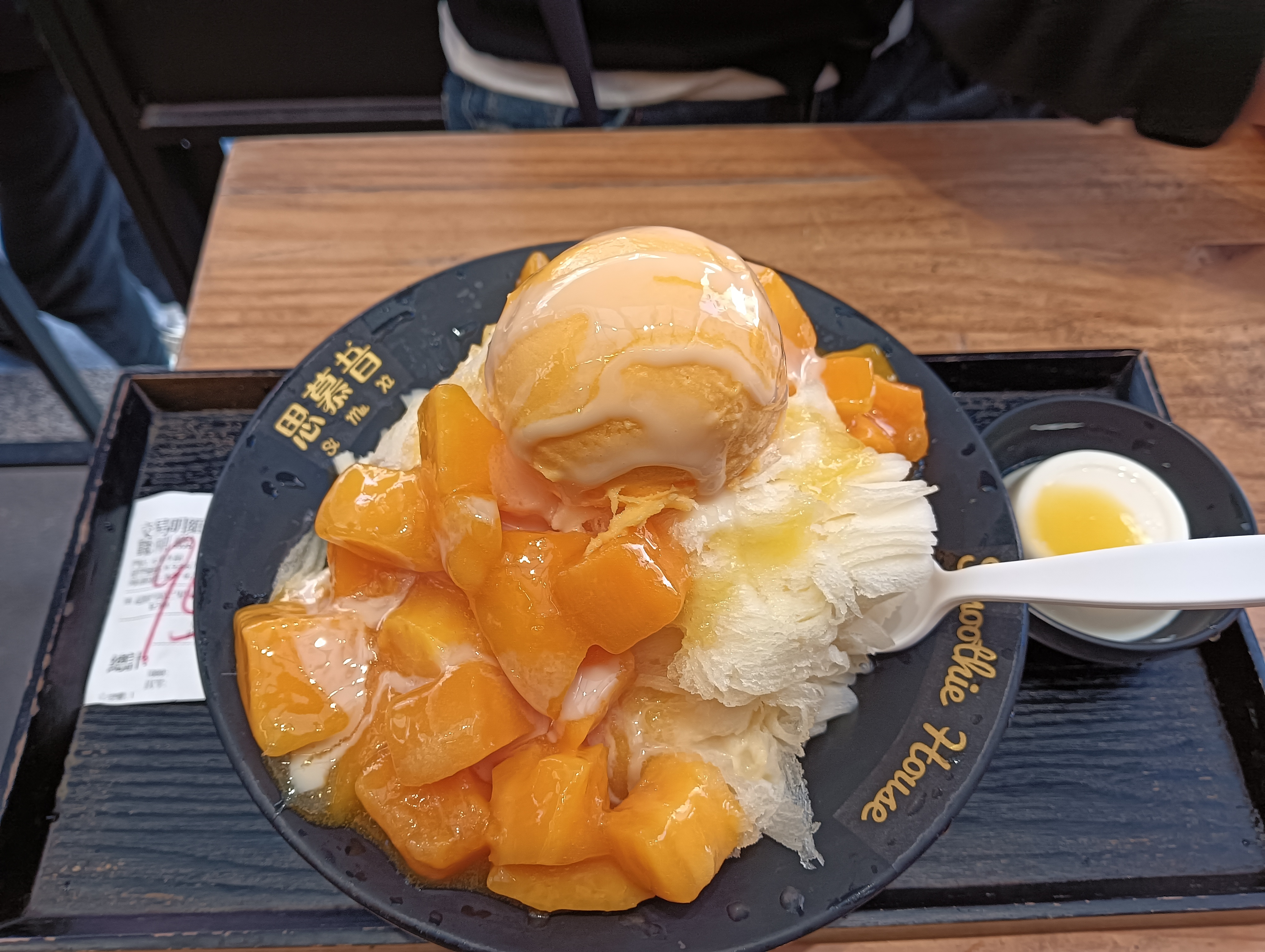
芒果冰
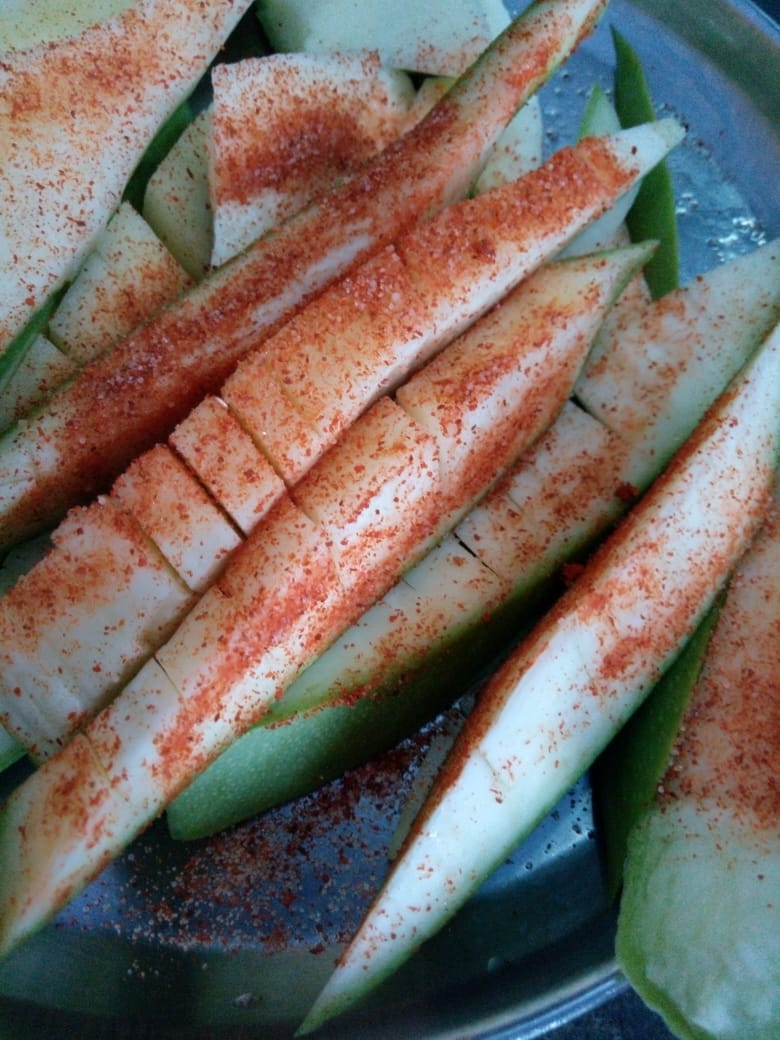
未熟的青芒果可佐辣椒粉等香料食用
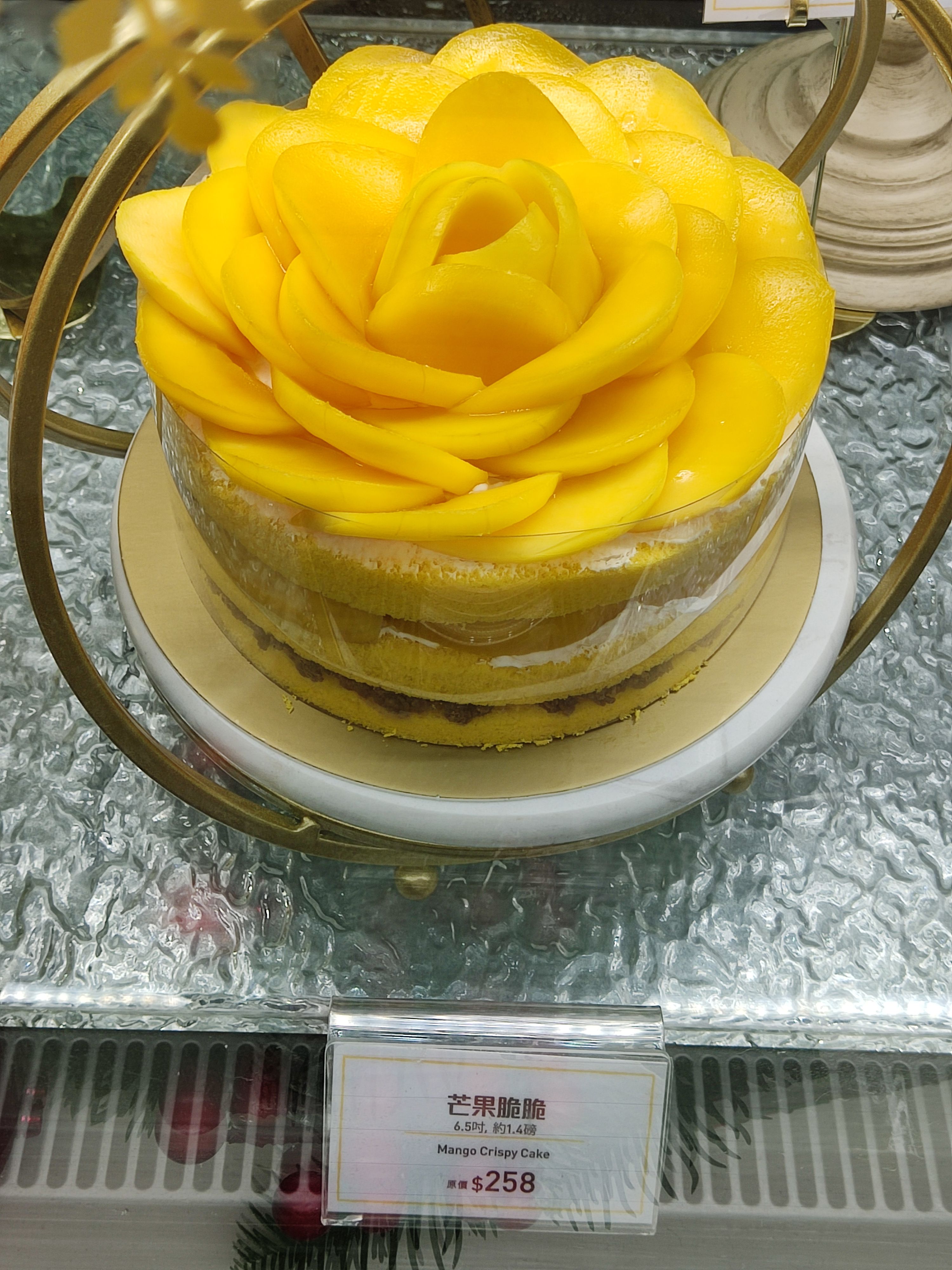
芒果点缀的奶油蛋糕
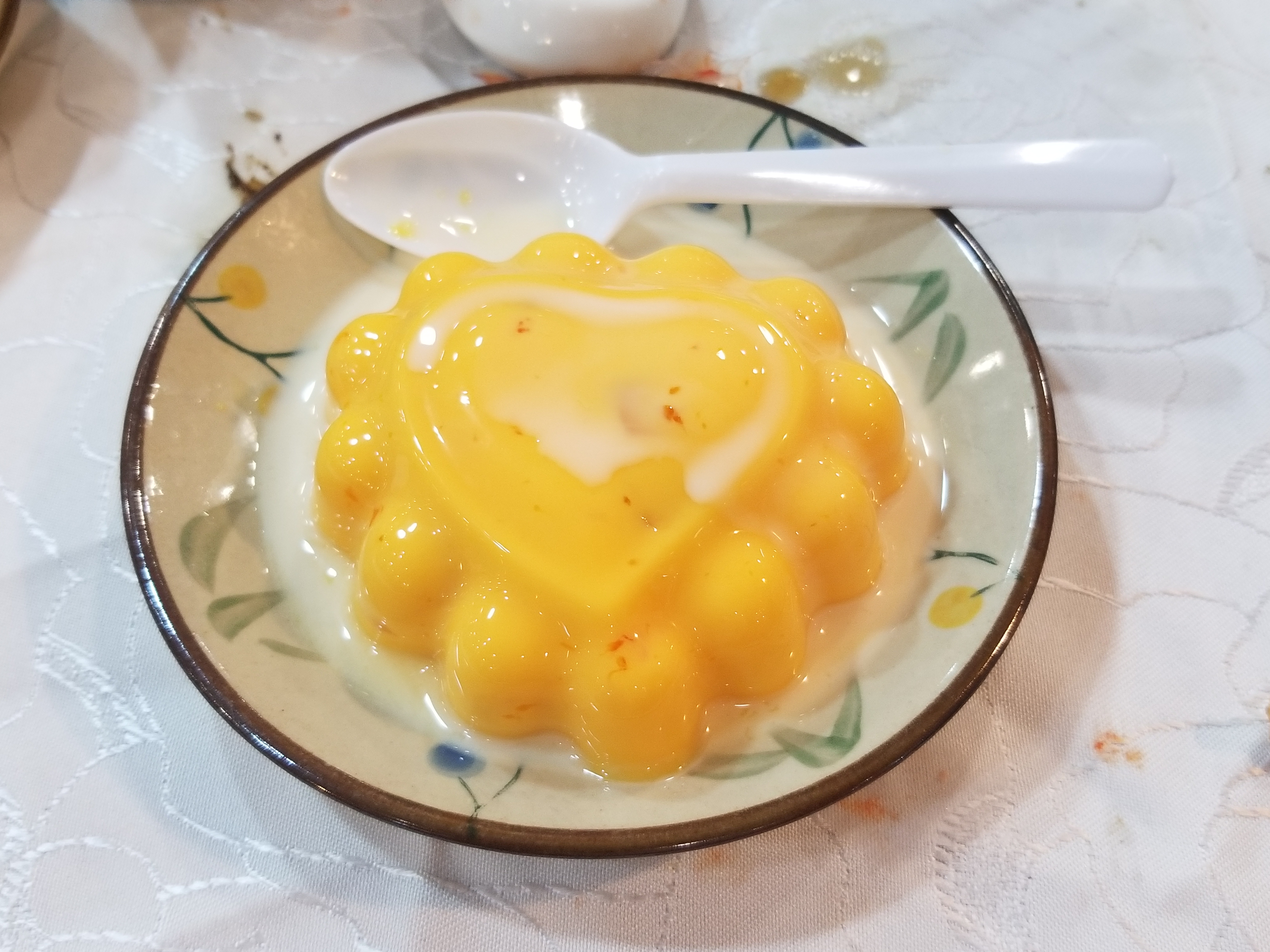
芒果布甸
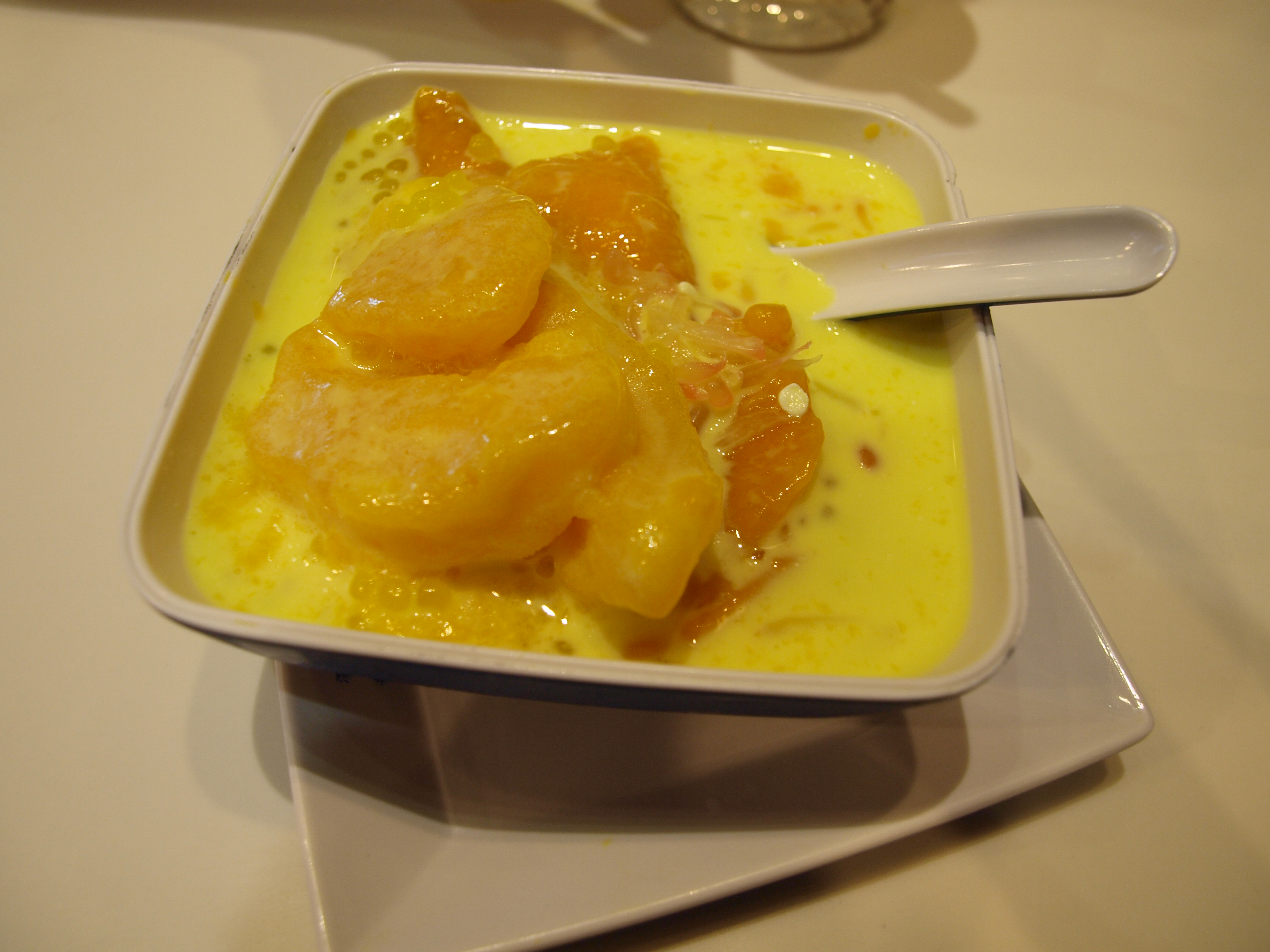
以芒果浆和椰浆为主料的杨枝甘露
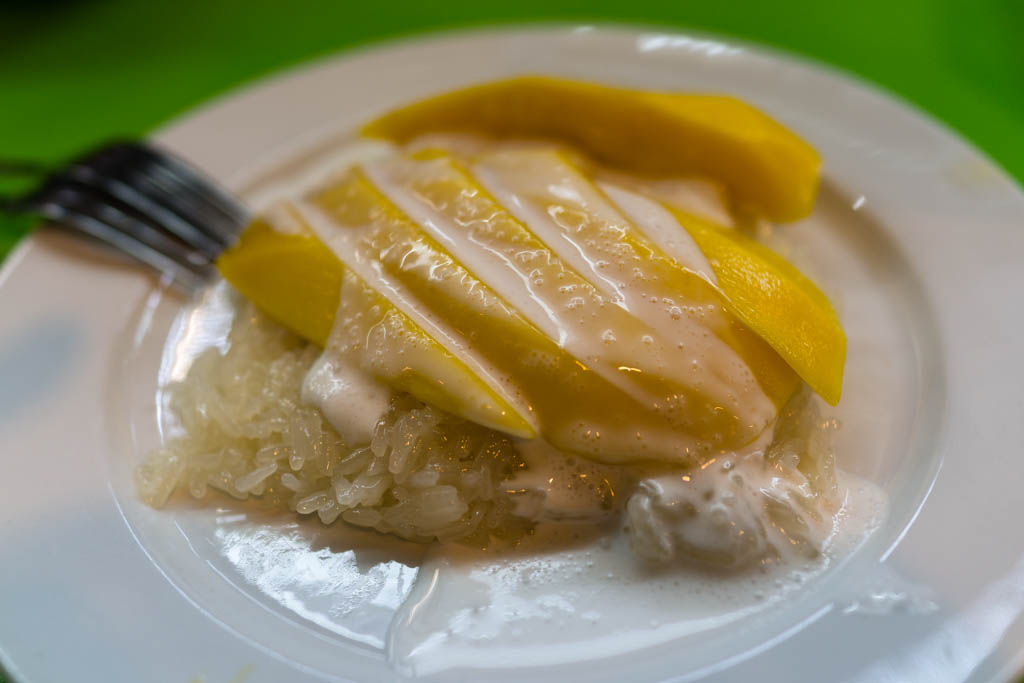
淋椰浆的芒果糯米饭
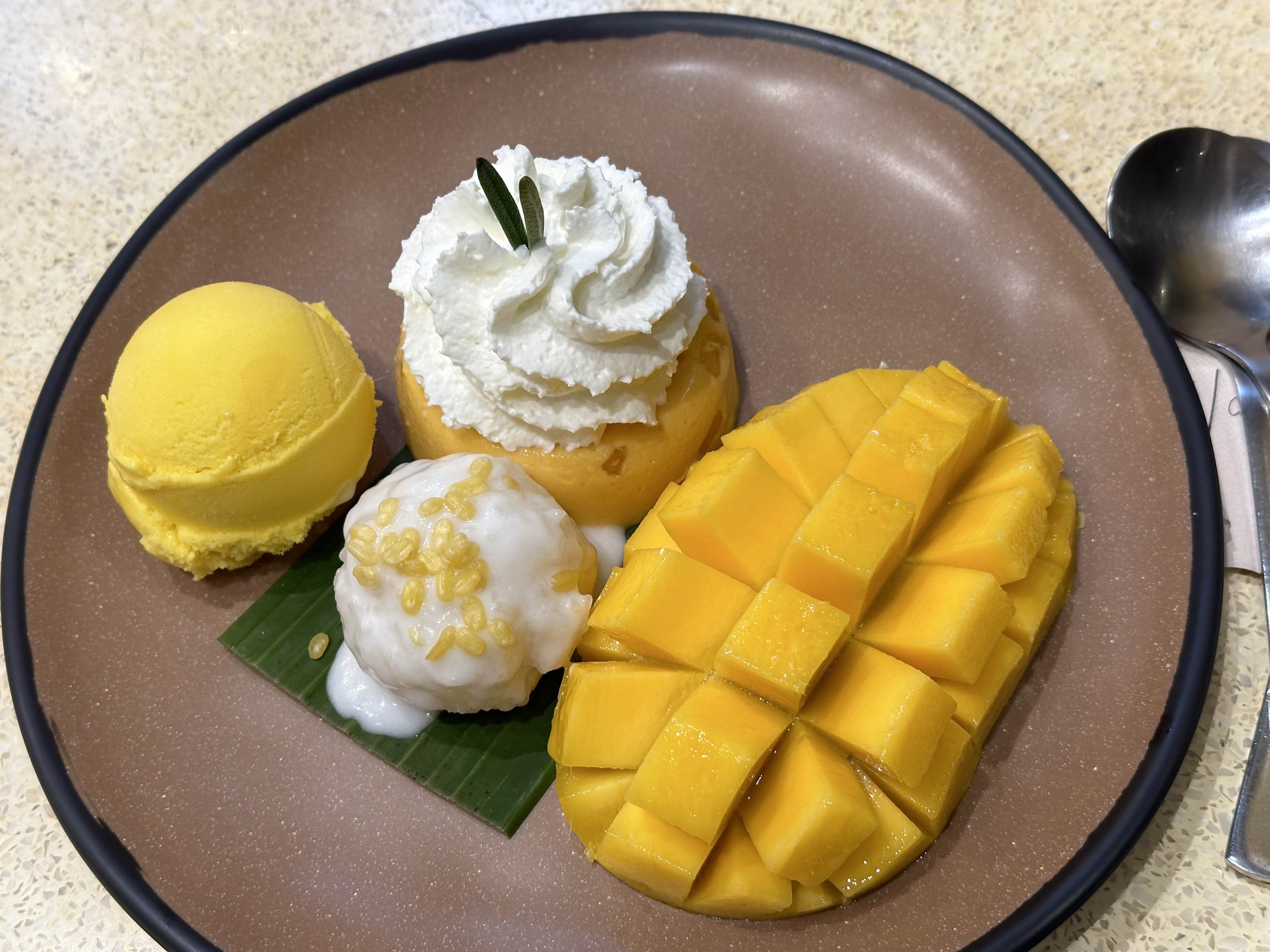
新式芒果甜点：新鲜芒果佐芒果冰淇淋和糯米饭
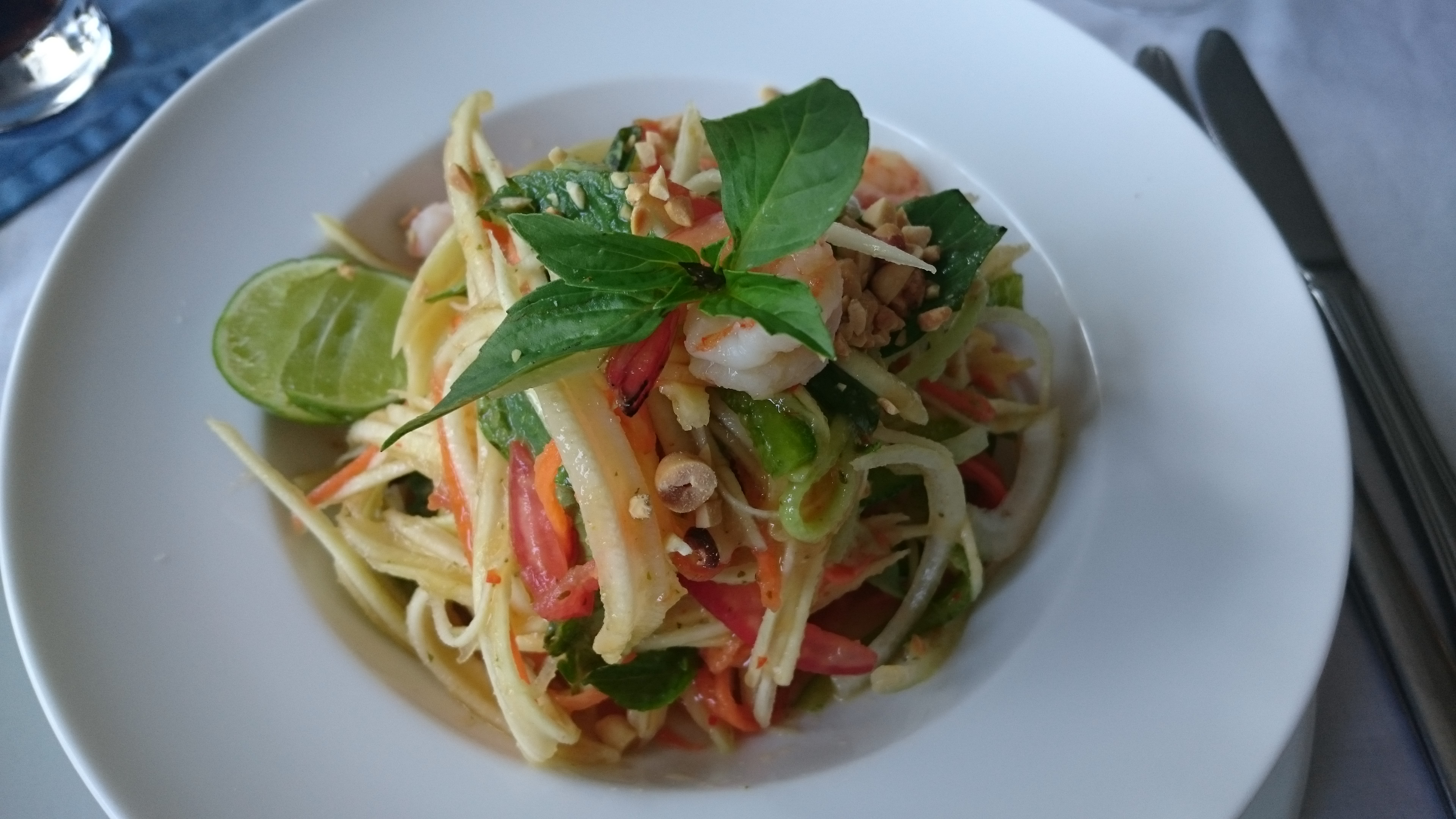
柬埔寨的青芒果沙拉
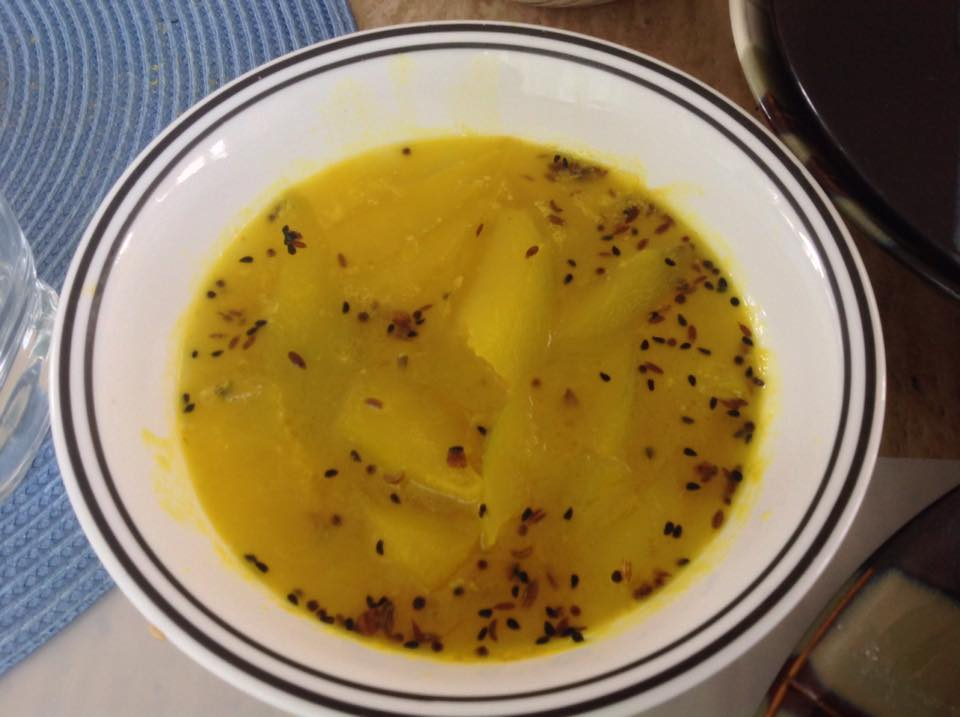
青芒果制成的南亚式酸辣酱
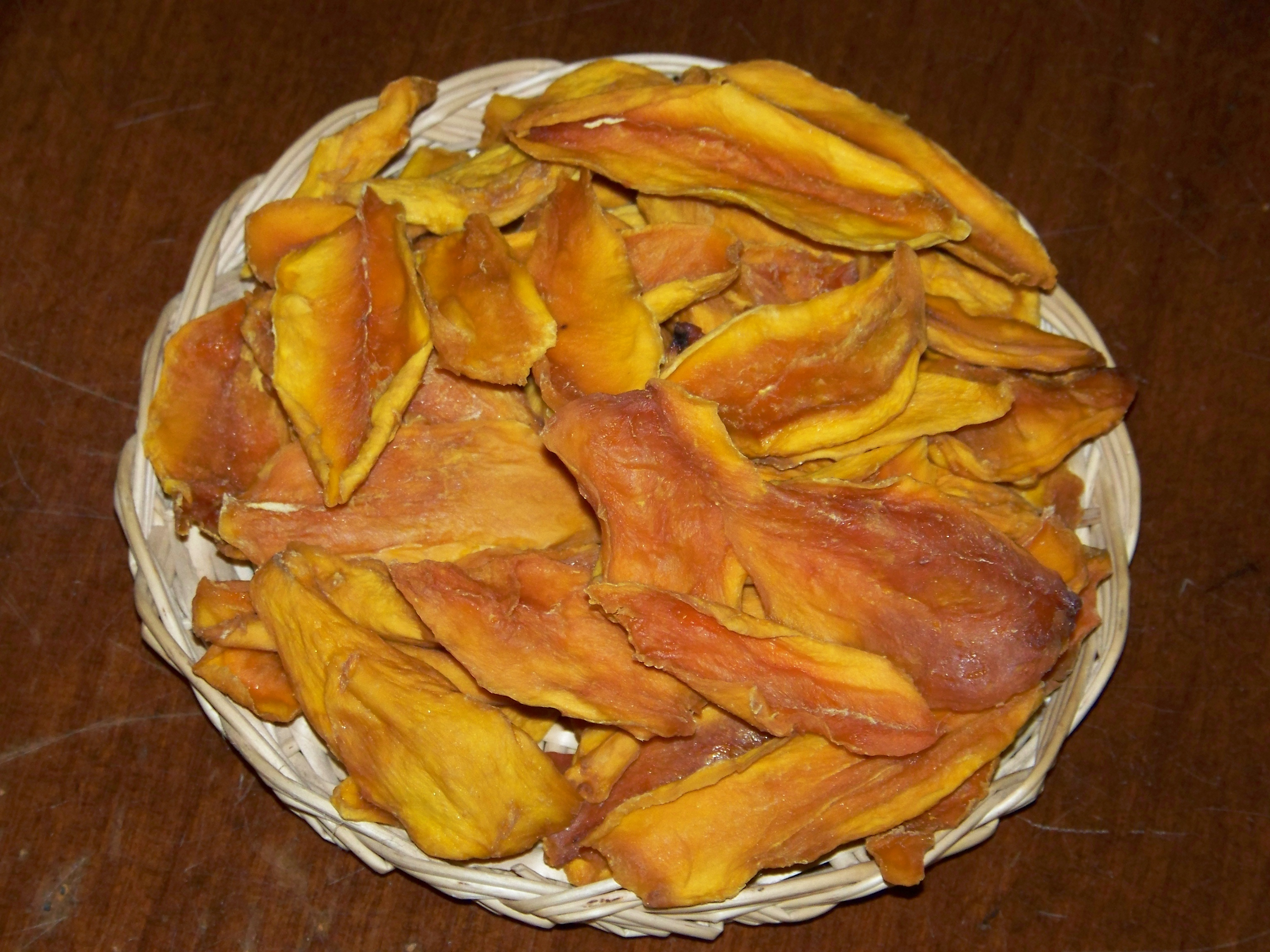
芒果干

## 營養
芒果肉含有丰富的维他命A、维他命C和维他命D，亦有醣類、繕食纖維、葉酸、鈣、磷、鐵、鉀、鎂等微量元素。芒果具有可抑制腦細胞死亡的效果，食用冷凍芒果，有助於讓使用過度的大腦得到舒緩。中医学认为，芒果性涼、具生津解渴及止晕眩等功效，甚至可治胃热烦渴、呕吐不适及晕车、晕船等症，只需以芒果核煎水一大碗，入茶饮用，就有退热之效。芒果不利於肾脏，患有急性或慢性肾炎的病人應忌食芒果。芒果含多酚、磷等礦物質，能避免體內自由基過多，傷害細胞，造成身體老化，適量食用，能補充許多抗氧化的營養素，延緩老化現象。此外，美國德州農工大學（TAMU）研究發現，芒果中所含有的多酚類物質，可降低罹患乳癌、大腸癌風險。研究人員將芒果多酚提取物用於大腸癌、乳癌、肺癌、血癌和前列腺癌，發現芒果對所有測試的癌症都有一定的影響，但對於乳癌和大腸癌影響最為明顯。

## 过敏性
芒果容易引起过敏症狀，尤其是果皮附近0.5cm处的果肉，其汁液帶有漆酚（Urushiol，又稱漆兒茶酚）。多数是在食用芒果的时候皮肤接触到芒果的汁液，导致嘴唇红肿、干裂，耳朵、脖子等处也会出现红肿疼痛等症状。为避免或减轻过敏症状，可以将芒果切成小块，用牙签等放入口中，避免芒果汁表皮液接触。過多的維他命C也有可能和腎上腺皮質固醇產生干擾，使身體抗發炎過敏。在台灣，含有芒果成分的食品，被規定要在包裝上特別標示，提醒消費者注意。

## 文化
在清康熙五十八年四月二十九日（1719年6月16日）「福建巡撫呂猶龍奏呈台灣芒果及武彞山芽茶折」中記載：

福建有番檨一種，產在台灣，每於四月中旬成熟，奴才於四月二十八日購到新鮮者，味甘微覺帶酸，其蜜浸與鹽浸者俱不及本來滋味，切條曬乾者，微存原味。奴才親加檢看，裝貯小瓶敬呈御覽。

康熙硃批 知道了。番檨從來未見，故要看看。今已覽過，乃無用之物，再不必進。
《台灣府志》卷十八物產二：
檨子俗稱番蒜或做檨，其種云自佛國傳來，孫元衡詩云：「千章夏木布濃陰，望裏纍纍檨子林，莫當黃柑持抵鵲，來時佛國重如金」
檨種自荷蘭，切片以啖，甘如蔗漿，而清芬遠過之。沈文開雜記：食畢棄核于地，當月即生，核中有子，或一粒二粒如豆之在筴。
（在台）檨有三種：香檨、木檨、肉檨。香檨差大味香，不可多得。木檨、肉檨曬乾用糖拌蒸亦可久藏，台人多以鮮檨代蔬，用豆油或鹽同食。
《新安縣志》嘉慶版 卷之三輿地圖 物產 果：
蜜望果，樹高數丈，花開極繁，蜜蜂望之而喜，故名。其實黃，味酸甜，能止船暈。

### 毛泽东的个人崇拜
中國大陸在文革時期，毛澤東將巴基斯坦外交代表團贈送的国礼——一籃芒果轉送給北京的工人與學生。因为中国北方当时从未见过芒果，而且为毛主席转送，一时间引發了羣衆對芒果的狂熱，甚至有将其等同于毛泽东本人的芒果崇拜风潮。北京市人民印刷局把芒果泡入甲醛中防腐保存；北京市針織總廠給芒果裹上蠟製成模型，並在其快要腐壞的時候煮成一大鍋芒果水分給工人們；還有製作芒果模型，帶有芒果圖案的搪瓷杯、被子、香菸等行爲。

## 栽培
芒果花几乎无蜜，因此无法吸引蝴蝶或蜜蜂，主要需依靠蝇类授粉。早期果农有时在芒果花期时会在果树下放置食物殘渣、動物排泄物、死鱼尸体、動物内臟等臭味垃圾，引诱金蝇等昆虫前来授粉。后也有用黃豆粉和鱼粉调配成的动物饲料吸引昆虫的做法，更为卫生、经济。
在某一地区长势较好的芒果品种不一定适应其它的气候类型，例如牙买加的印度系品种‘朱莉’在美国佛罗里达州栽种时需要每年喷施杀菌剂以避免感染炭疽病等致命的真菌性病害，但亚洲品系则普遍不易感染炭疽病。

## 照片集
- 开满花的芒果树
- 自栽種的芒果
- 芒果

### 引用
1. ↑  现汉7 2016，第878頁.
2. ↑   . 维基文库.
3. ↑  颜其香等. . 云南民族出版社. 1981  [2018-01-11]. （原始内容存档于2022-03-03）.
4. ↑  Kuhn, David N.; Bally, Ian S. E.; Dillon, Natalie L.; Innes, David; Groh, Amy M.; Rahaman, Jordon; Ophir, Ron; Cohen, Yuval; Sherman, Amir. . Frontiers in Plant Science. 2017-04-20, 8. doi:10.3389/fpls.2017.00577.
5. ↑  Warschefsky, Emily J.; von Wettberg, Eric J. B. . New Phytologist. 2019-06, 222 (4): 2023–2037. doi:10.1111/nph.15731.
6. ↑  Susser, Allen. . Berkeley: Ten Speed Press. 2001. ISBN 978-1-58008-204-4.
7. ↑  石佩玉.  (PDF). 台南區農業專訊.   [2023-06-15].
8. ↑  . kmweb.moa.gov.tw.   [2025-04-05] （英语）.
9. ↑  . 臺南市政府. 2019-01-08  [2025-04-05].
10. ↑  . udn 女子漾.   [2025-04-05] （中文（臺灣））.
11. ↑  . kmweb.moa.gov.tw.   [2025-04-05] （英语）.
12. ↑  . kmweb.moa.gov.tw.   [2025-04-05] （英语）.
13. ↑  . 自由時報電子報. 2022-04-21  [2025-04-05] （中文（臺灣））.
14. ↑  Sareen, Richa; Shah, Ashok. . Asia Pacific Allergy. 2011-04, 1 (1): 43–49. doi:10.5415/apallergy.2011.1.1.43.
15. ↑  . Saeng's Kitchen.   [2025-04-05].
16. ↑  Pham, Vicky. . Vicky Pham. 2020-05-28  [2025-04-05].
17. ↑  . JPNN.com. 2023  [2025-04-05] （印度尼西亚语）.
18. ↑  .   [2020-11-05]. （原始内容存档于2021-04-13）.
19. ↑  . book.tndais.gov.tw.   [2025-04-05].

## 相關
- 芒果品種列表（英语：List of mango cultivars）

## 外部連結
- 杧果 Mangguo （页面存档备份，存于） 藥用植物圖像資料庫 (香港浸會大學中醫藥學院) （中文）（英文）
- 芒果苷元 Mangiferitin （页面存档备份，存于） 中草藥化學圖像數據庫 (香港浸會大學中醫藥學院) （中文）（英文）
- 芒果苷 Mangiferin （页面存档备份，存于） 中草藥化學圖像數據庫 (香港浸會大學中醫藥學院) （中文）（英文）